# Fernanda Tollemeto
Fernanda Tollemeto (Nardò, 16 giugno 1943) è un'artista italiana nota per la sua attività di mosaicista.

## Biografia

### Formazione
È nata e vissuta fino al 1959 in Salento, dove ha inizialmente frequentato l'Istituto d'Arte di Lecce e successivamente, trasferitasi a Roma, ha frequentato l'Istituto Statale d'Arte della Capitale.
Studia il mosaico frequentando il primo dei corsi istituiti e tenuti a Parigi alla fine degli anni '50 da Gino Severini e con Riccardo Licata: nell'ambiente parigino ha incontrato alcuni artisti del tempo in ambito artistico e letterario. Dal 1961 al 1965 ha frequentato l'Accademia di Belle Arti di Roma, studiando Storia dell'Arte quale allieva di Mario Rivosecchi e di Ferdinando Bologna, diplomandosi in Scultura sotto la guida di Pericle Fazzini e discutendo la tesi intitolata Il mosaico nilotico di Palestrina.

### Attività artistica
Nel 1958 inizia a lavorare come mosaicista. Basandosi sulle teorie di Gino Severini, Fernanda Tollemeto progetta e, allo stesso tempo, realizza le proprie opere. L'artista riunisce così in modo rivoluzionario due ruoli che per secoli erano stati sempre distinti: quello del pictor imaginarius, che inventa l'idea e stabilisce i colori, e quello del pictor musivarius, cioè dell'artigiano che manualmente produce il mosaico. Dal contesto storico artistico del novecento deriva il suo distacco dalla rappresentazione figurativa del soggetto, cercando di suscitare un'emozione in chi osserva l'opera, comunicando attraverso figure astratte delle quali contano tanto gli abbinamenti cromatici quanto i riflessi e le forme stesse delle tessere.  Il suo approccio alla tecnica del mosaico non si limita ad utilizzare le tessere del mosaico cementate nella malta, includendo nel corso degli anni materiali sempre più eterogenei come frammenti grossolani di scoglio, scarti delle vetrerie artistiche di Murano come ad esempio colature di crogiolo, sfruttando la luce naturale o artificiale proveniente dal retro dell'opera, che spesso diventa così scultura tridimensionale. L'artista utilizza anche pietre vulcaniche (ossidiane, pomici, lapilli), sabbie di spiagge di varie località marine e di deserti, di cui sfrutta le colorazioni naturali o che colora artificialmente con aniline, ma anche lamiere, specchi che rendono l'immagine del visitatore parte dell'opera stessa, luci e resistenze elettriche che generano effetti visivi e tattili in cui il visitatore può toccare l'opera, cambiare l'angolazione di osservazione o girare intorno alla scultura. 
Nel corso della sua attività sperimentale di ricerca artistica, la Tollemeto ha fondato negli anni '80 l'associazione Mosaico Oggi e la Museo Mosaico Oggi - Fondazione Fernanda Tollemeto. Numerose le sue partecipazioni alle conferenze e mostre organizzate biennalmente dalla AIMC (Associazione Internazionale Mosaicisti Contemporanei), ad esempio la XIV AIMC World Conference and Exhibition of Contemporary Mosaic in Vienna nel 2014.

### Riconoscimenti
Gino Severini le ha affidato nel 1972 la direzione artistica del rifacimento dei suoi mosaici al Palazzo dell’Esposizione Universale di Roma (EUR).
Carlo Levi le consegnò pubblicamente la medaglia d'oro del presidente della Repubblica nel novembre 1973 (premio "Città Eterna", Galleria Nazionale d'Arte, 11/11/1973), riconoscendole una "libertà espressiva innovante l’antica tecnica musiva".
Nel 2002 l'ANFACI e la SSAI hanno commissionato sue opere, in particolare la Stele 2002, per donarle all'epoca al presidente della Repubblica Carlo Azeglio Ciampi, al presidente del Consiglio dei Ministri Silvio Berlusconi e al Ministro dell'Interno Giuseppe Pisanu.

## Galleria d'immagini

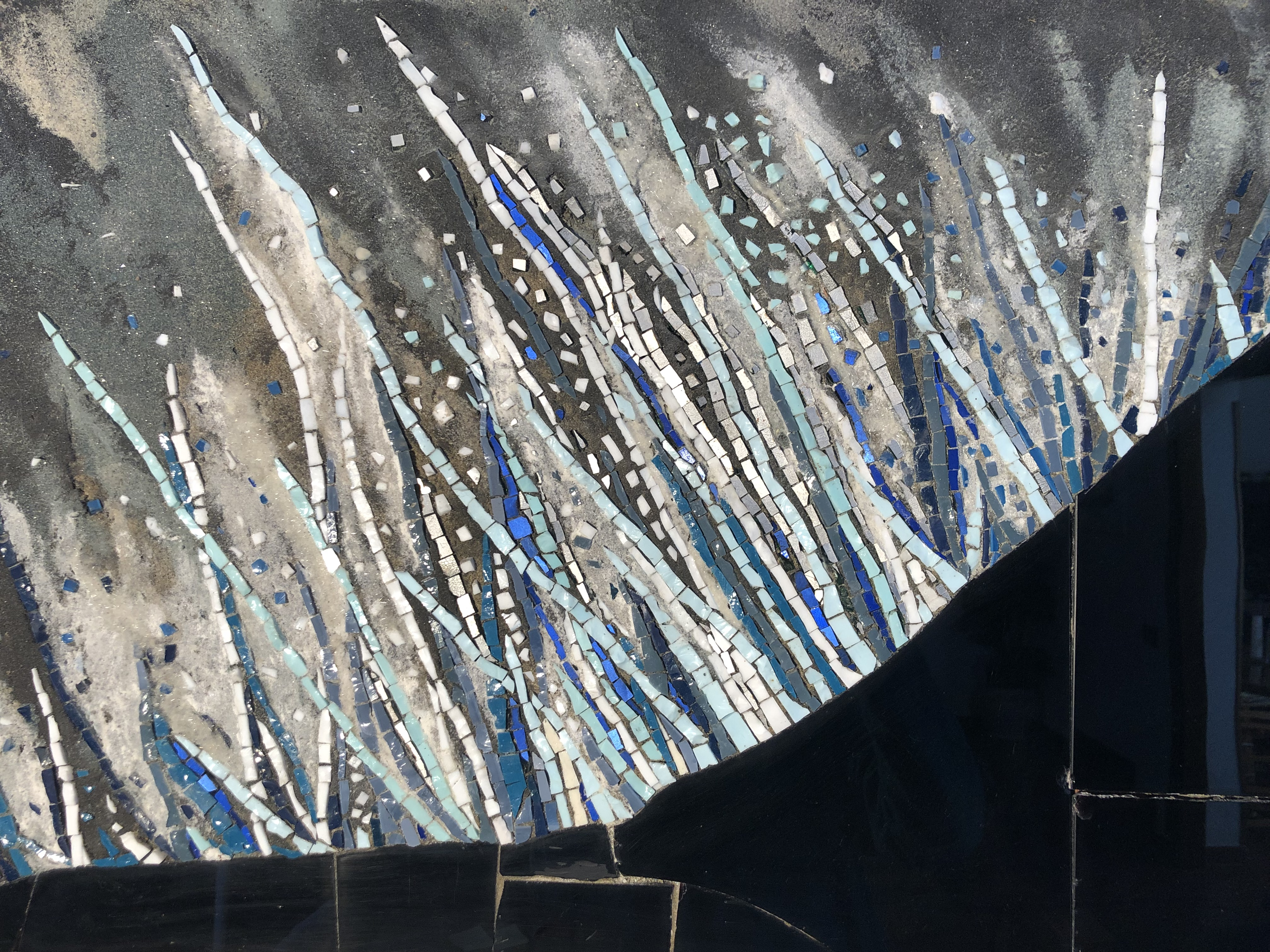
Le verità
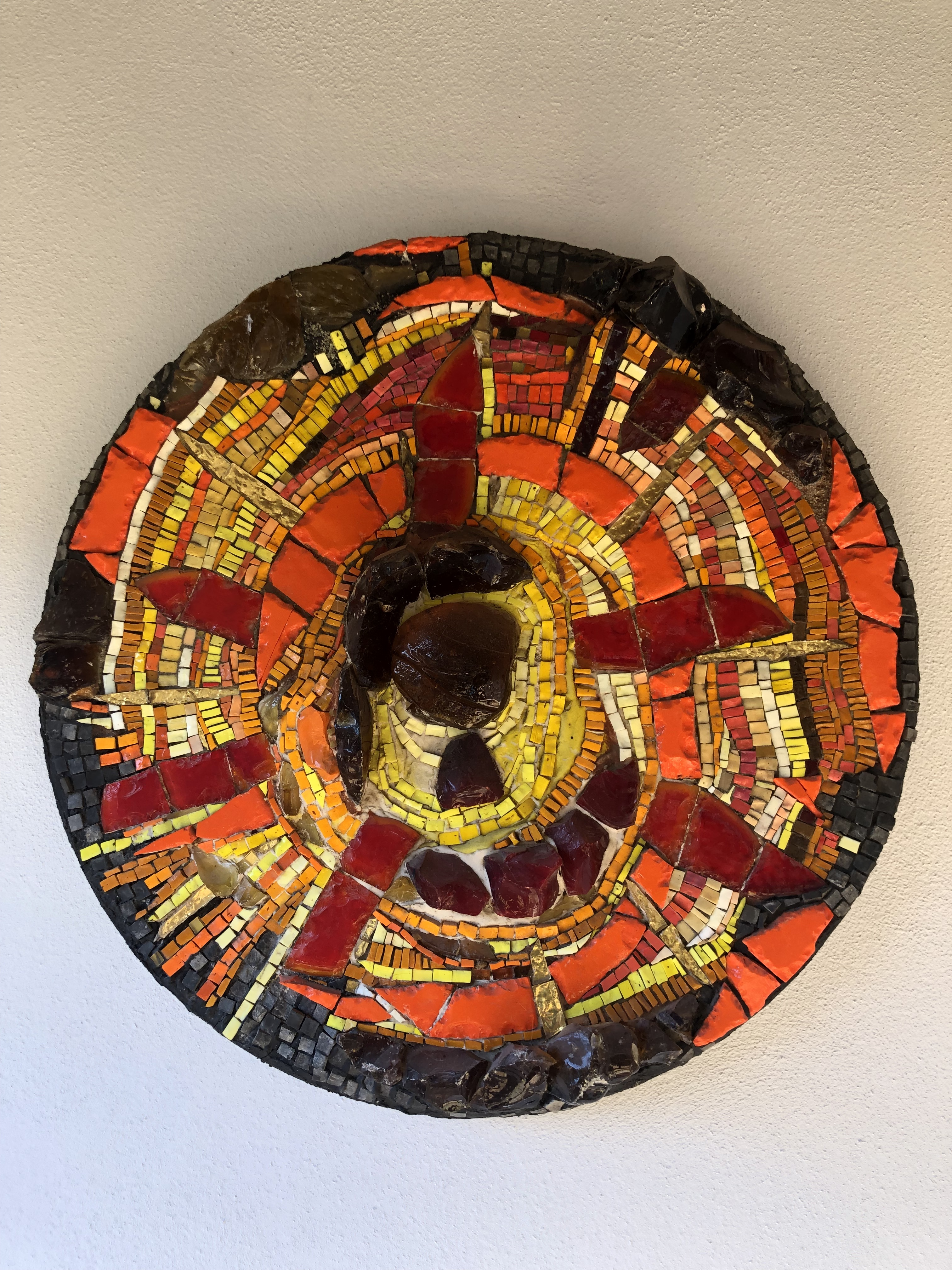
L'alba del nuovo giorno
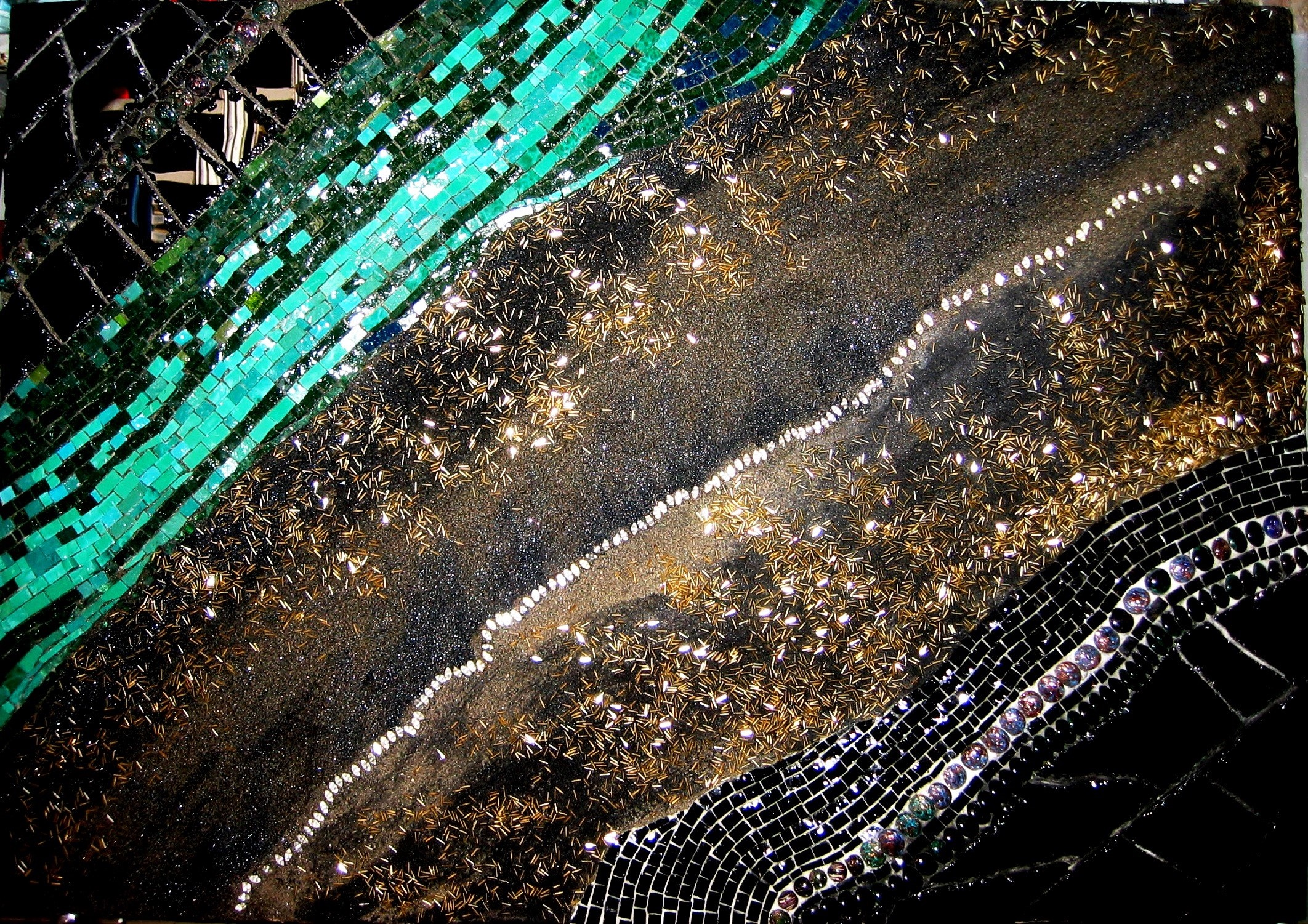
Il passaggio del testimone

## Opere esposte
- Ministero della Pubblica Istruzione (Roma 1964)
- Roosevelt Hotel (USA, New York 1974)
- Dom Drusbij (Mosca 1975)
- Pinacoteca di S. Maria la bruna e Arcivescovado (Napoli 1975)
- Museo d’Arte Sacra (Bagnoregio 1976)
- Fondazione Rèpaci (Reggio Calabria 1978)
- Giardini Miri (Porto Cesareo 1979)
- Banca d’Italia (Roma 1981)
- Comune di Martano (Lecce 1984)
- Chiesa di San Damaso, (Roma 1984)
- Istituto di Cultura italiano di Bruxelles (Belgio 1986)
- Istituto di Cultura e Pinacoteca di Abbaye de Forest (Belgio 1986)
- Les salles du Club Les Colombes di Hammamet (Tunisia 1987)
- Pinacoteca di Saponara (Messina 1989)
- Palazzo dei Notai in Via dei Gracchi (Roma 1989)
- Hotel Monteverde (Roma 1990)
- Athena Medica e C.F.R. (Roma 1990)
- Fondazione Parisi di Maccagno (Varese 1990)
- Pinacoteca civica di Stamford (USA, Connecticut 1992)
- Museo di scultura (Fregene 1993)
- Banca CRT (Roma 1994)
- Villa Marignoli (Roma 1994)
- Chiesa della Sacra Famiglia al Portuense, (Roma 1994)
- Museo delle Arti (Cina, Pechino 1995)
- Memorial Garden di McAllen (Texas 1997)
- Moody Medical Library di Galveston (USA, University of Texas 1998)
- Scuola Superiore dell'Amministrazione dell'Interno, SSAI[16] (Roma 1998)
- Tilburg (Olanda 2000)
- Trevignano Romano[17] (2002)
- Chiesa di Santa Maria del Carmelo, Roma
- Chiesa di Santa Maria in Domnica alla Navicella, Roma